# چهارمین جشنواره سینمایی سپاس
چهارمین دورهٔ جشنوارهٔ سینمایی سپاس در سال ۱۳۵۱ برگزار شد. جنجال دوره قبل بر سر انتخاب مشترک ناصر ملک‌مطیعی و بهروز وثوقی به عنوان بهترین بازیگر سال و عدم انتخاب بهترین بازیگر زن نقش دوم باعث ایجاد مقررات قاطع‌تری در زمینه اهدای جوایز شد. در این دوره، ۶۳ سینماگر برای بردن نُه جایزه سپاس طلا و چهارده فیلم برای دریافت جوایز فیلم‌های اول تا سوم رسال رقابت داشتند.
مراسم اهدای جوایز در شب پنج‌شنبه چهار خرداد ۱۳۵۱ مفصل‌تر از سال‌های قبل بود؛ این مراسم در «هتل اینترکنتینانتال» برگزار شد و برای نخستین بار از طریق شبکه سراسری تلویزیون ملی ایران به‌طور زنده پخش شد.

## هیئت داوران
داوران چهارمین دوره عبارت بودند از: حسن صدرحاج‌سیدجوادی، آریانا فرشاد، هژیر داریوش، عنایت‌الله فمین، عباس جوانمرد، فریدون معزی‌مقدم، جمشید شیبانی، ناصر تقوایی و بهرام ری‌پور.

## فیلم‌ها
- باباشمل (علی حاتمی)
- داش‌آکل (مسعود کیمیایی)
- درشکه‌چی (نصرت کریمی)
- سه‌قاپ (زکریا هاشمی)
- فرار از تله (جلال مقدم)
- کلبه‌ای آن‌سوی رودخانه (احمد شیرازی)
- محلل (نصرت کریمی)

## برگزیدگان

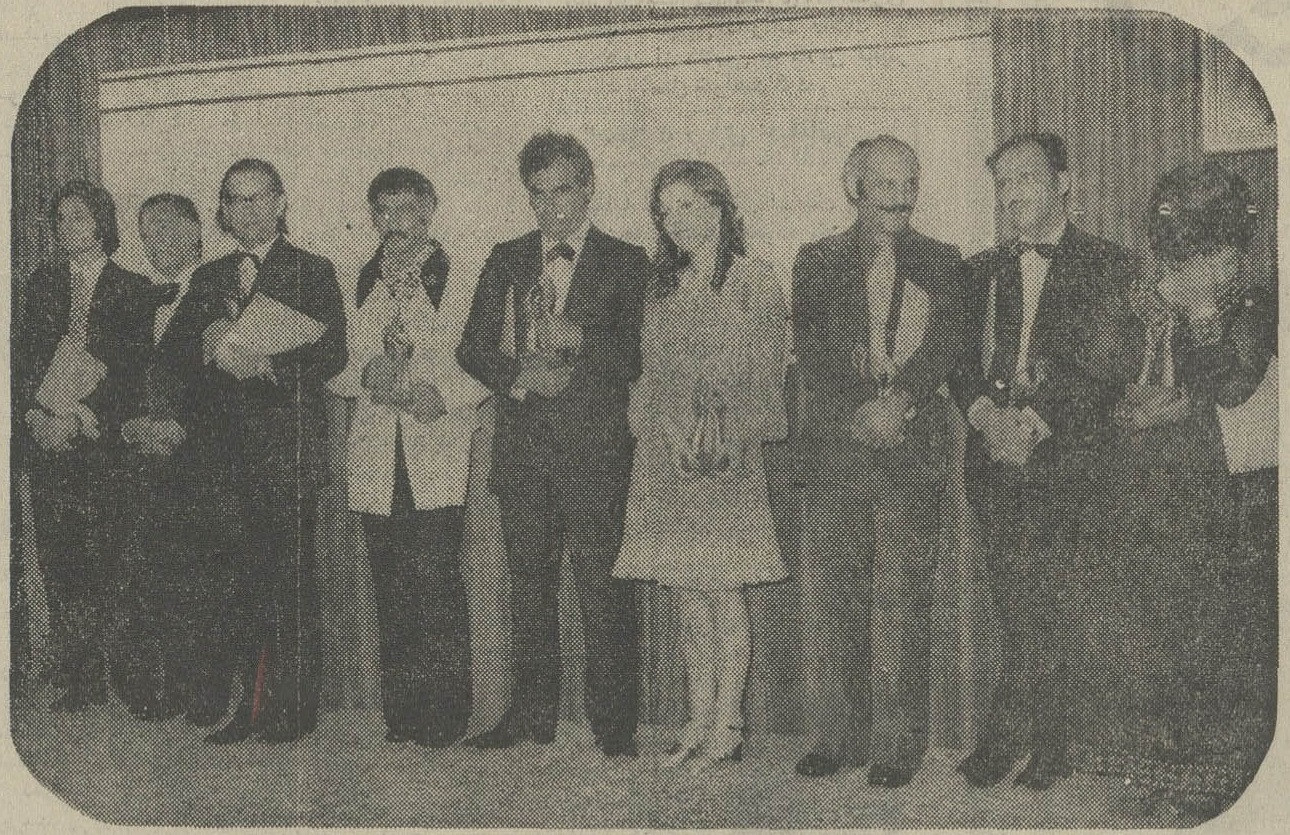
برندگان جوایز چهارمین جشنوارهٔ سینمایی سپاس: دیانا، احمد شیرازی، نعمت حقیقی، فروزان، ناصر ملک‌مطیعی، ذکریا هاشمی، مرتضی حنانه، نصرت کریمی، سهراب شهید ثالث

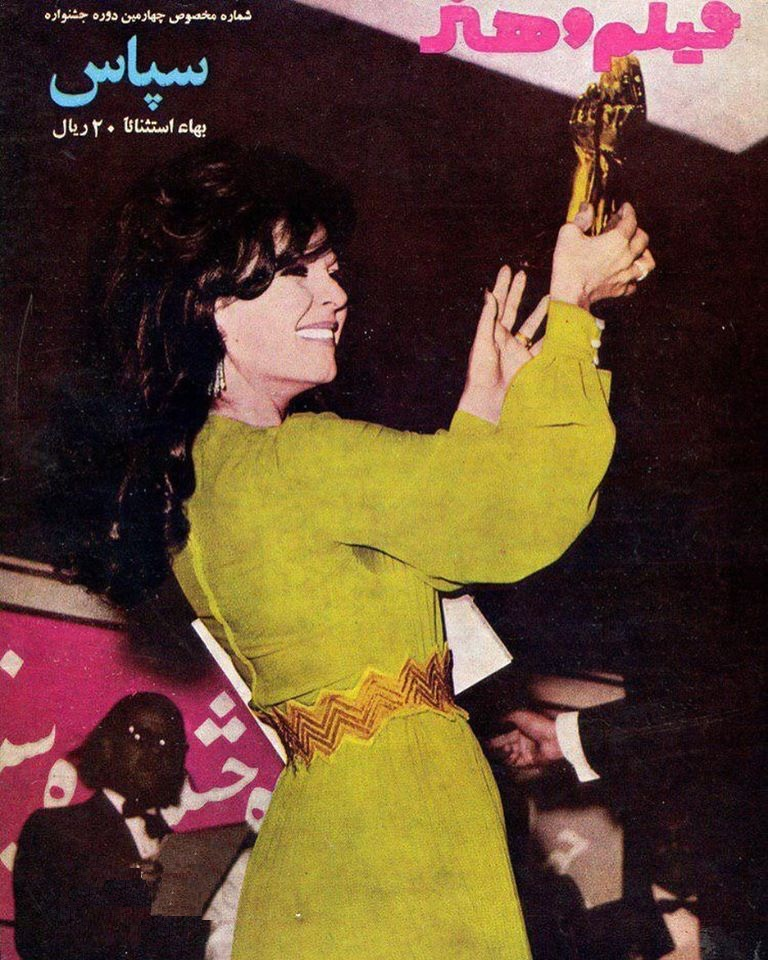
فروزان، برندهٔ جایزهٔ بهترین هنرپیشهٔ زن

برگزیدگان چهارمین دوره جشنواره سپاس به شرح زیر بودند:
- بهترین فیلم
  - جایزهٔ اول: داش‌آکل اثر مسعود کیمیایی
  - جایزهٔ دوم: باباشمل اثر علی حاتمی
  - جایزهٔ سوم: درشکه‌چی اثر نصرت کریمی
- جایزهٔ اول سپاس برای فیلم کوتاه ۳۵ میلی‌متری: آیا اثر سهراب شهید ثالث
- جایزهٔ دوم سپاس برای فیلم کوتاه ۱۶ و ۳۵ میلی‌متری: مسجد جامع اثر منوچهر طیاب
- بهترین کارگردانی: جلال مقدم برای فرار از تله
- بهترین هنرپیشه مرد: ناصر ملک‌مطیعی برای سه‌قاپ
- بهترین بازیگر نقش دوم مرد: بهمن مفید برای داش‌آکل
- بهترین هنرپیشه زن: فروزان برای باباشمل
- بهترین بازیگر نقش دوم زن: دیانا برای محلل
- بهترین سناریست: زکریا هاشمی برای سه‌قاپ
- بهترین موسیقی متن: مرتضی حنانه برای فرار از تله
- بهترین جایزه برای فیلم‌برداری سیاه و سفید: نعمت حقیقی برای داش‌آکل
- بهترین فیلم‌بردار رنگی: احمد شیرازی برای کلبه‌ای آن‌سوی رودخانه
- دیپلم افتخار مجمع منتقدین برای بهترین کارگردان: جلال مقدم برای سه‌قاپ
- دیپلم افتخار مجمع منتقدین برای بهترین فیلم: سه‌قاپ اثر زکریا هاشمی
- دیپلم افتخار و دیپلم مجمع منتقدین فیلم ایرانی به نصرت کریمی ستایش‌شده به‌خاطر کارهای سینمایی و بازی درخشانش